# Auguste Antoine Palasse
Auguste Antoine Palasse, né à Bègues (Allier) le 11 juin 1881 et mort à Mézy-sur-Seine le 19 janvier 1971, est un général français. Il est surtout connu pour avoir été attaché militaire à Moscou à la veille de la Seconde Guerre mondiale.

## Biographie
Il est le fils de Sébastien Palasse, instituteur de Bègues, et de Pauline Jeanne Pétot.
En 1928, il devient attaché militaire en Bulgarie, et à partir de 1930 et jusqu'en 1933, il est attaché militaire à la fois en Bulgarie et en Roumanie.
En 1936, il commande le 25e régiment d'artillerie.
Alors qu'il est colonel, il est nommé attaché militaire à Moscou en 1937 ; il reste à ce poste jusqu'en novembre 1940. Il transmet des informations sur l'état militaire de l'Union soviétique et essaie de faire passer l'idée que ce pourrait être une alliée intéressante pour la France. Ses informations vont dans le même sens que celles de l'ambassadeur Robert Coulondre.
Il pense alors qu'un rapprochement entre l'Union soviétique et l'Allemagne sur la base d'une partition de la Pologne et des États baltes est fort possible, mais ses avertissements prémonitoires n'ont pas d'effet à Paris.
Il devient général de brigade le 23 mars 1939.